# 小薗康範
小薗 康範（おその やすのり）は、日本の医師。青山学院大学法学部教授。

## 略歴
慶應義塾大学医学部卒業。学位は博士（医学）。テキサス大学ダラス校医学部消化器内科研究員などを経て、現在は青山学院大学法学部教授。また、同大学相模原キャンパスの保健管理センター副所長を務める。日本プライマリケア学会認定医、日本臨床栄養学会認定臨床栄養医、日本医師会認定健康スポーツ医である。専門は内科・内分泌代謝学で、脂肪肝の成因と予後、高齢者の栄養評価などを研究している。1995年には、日本老年医学会より日本老年医学会学術集会会長賞『LDLリセプターノックアウトマウスの生体内コレステロール代謝』を贈られている。所属学会は、日本内科学会、日本臨床栄養学会、日本老年医学会、日本動脈硬化学会、日本循環器学会など。

## 著書
- 『中性脂肪・高脂血症これで安心』（共著）2007、小学館
- 『最新健康医学入門改訂3版』（共著）2007、辰巳出版
- 『インスリン抵抗性症候群　インスリン抵抗性と脂肪肝』1998、日本メディカル
- 『高トリグリセライド血症ハンドブック　トリグリセライドの臨尿的意義―脂肪肝―』1994、医薬ジャーナル
- 『最新内科学体系36 動脈硬化危険因子―糖尿病―』1991、中山書店

## 論文
- 国立情報学研究所収録論文 国立情報学研究所.2010.05.14閲覧。